# حزب کارگر سوسیالیست انقلابی (ایالات متحده آمریکا)
حزب کارگر سوسیالیست انقلابی انشعابی از حزب کارگر سوسیالیست آمریکا در ایالات متحده آمریکا بود.
این حزب در ۱۸۸۱ توسط عناصر آنارشیستی از درون حزب کارگر سوسیالیست که حول "باشگاه‌های انقلابی" جمع شده بودند، تشکیل شد.
در ۱۸۸۳ این حزب به همراه تعدادی دیگر از سازمان‌های آنارشیست , "انجمن بین‌المللی کارگران" را بنیان گذاشت.